# Stefan Stefanowicz
Stefan Stefanowicz (ur. 29 sierpnia 1853 w Bojanach, zm. 28 września 1900 w Meranie) – polsko-ormiański polityk z Bukowiny.

## Życiorys
Pochodził z rodziny spolonizowanych Ormian, właścicieli ziemskich. Ukończył szkołę realną w Czerniowcach. Studiował na uniwersytecie w Heidelbergu i Zurychu, gdzie uzyskał doktorat z chemii. Z poglądów konserwatysta. Poseł na Sejm Krajowy i członek Wydziału Krajowego Bukowiny (1884-1891). Poseł z Bukowiny do austriackiej Rady Państwa VIII kadencji (9 kwietnia 1891 – 22 stycznia 1897) i IX kadencji (27 marca 1897 – 8 czerwca 1900). Początkowo od 1891 współpracował z niemieckim konserwatywnym klubem Karla Hohenwarta. Nie przystąpił także do Koła Polskiego w Wiedniu, akcentując konieczność bronienia odrębnych interesów bukowińskich, ale już w 2 kadencji zmienił w tej sprawie zdanie i nawiązał współpracę z Kołem. W ostatnich latach ciężko chory, leczył się w  Bad Reichenhall i Merano, gdzie zmarł.
Odznaczony papieskim Krzyżem Kawalerskim Orderu Świętego Grzegorza Wielkiego i austriackim Krzyżem Komandorskim Orderu Franciszka Józefa.
Jego synem był Kajetan Stefanowicz (ur. 1877).